# انفجار سفارت آمریکا در بیروت (۱۹۸۳)
بمب‌گذاری در سفارت ایالات متحده آمریکا در ۱۸ آوریل ۱۹۸۳ یک حمله انتحاری در بیروت، لبنان بود که به کشته شدن ۶۳ نفر از جمله ۱۷ نفر آمریکایی انجامید. قربانیان اکثراً اعضای سفارت و سیا بودند، اما همچنین شامل چندین سرباز آمریکایی و یک نگهبان وابسته به تفنگداران دریایی آمریکا (گارد امنیتی دریایی) می‌شد. این حمله مرگبارترین حمله به نمایندگی‌های دیپلماتیک ایالات متحده تا آن زمان بود و آغاز حملات اسلامگرایانه به اهداف آمریکایی به‌شمار می‌رود.
این حمله در پی مداخله نیروهای چندملیتی آمریکا و کشورهای غربی در جنگ داخلی لبنان برای برقراری نظم و قدرت دولت مرکزی صورت گرفت.

## انفجار

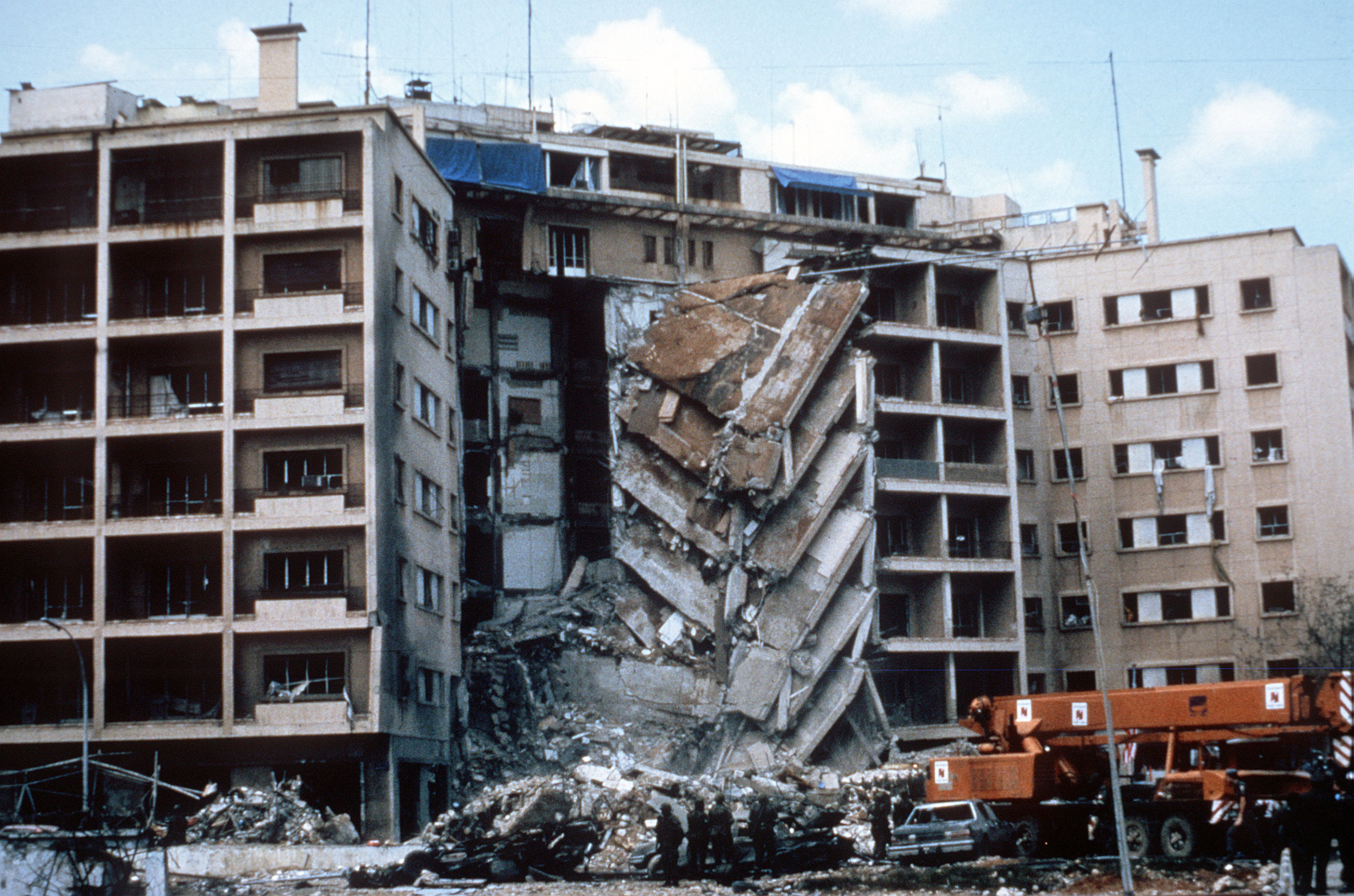
نمایی از آسیب به سفارت آمریکا پس از انفجار.

در این حمله یک بمب‌گذار انتحاری یک خودرو ون بمب‌گذاری شده حاوی حدود ۹۱۰ کیلوگرم ماده منفجره را در حدود ساعت یک بعد از ظهر آوریل ۱۹۸۳ را وارد محوطه سفارت کرد و آن را زیر سردر ورودی ساختمان سفارت منفجر کرد. این ون در اصل در تگزاس فروخته شده بود و به کشورهای حوزه خلیج فارس حمل شده بود. این انفجار نمای ساختمان وسطی سفارت را درهم ریخت. صدای انفجار در سراسر بیروت غربی شنیده شد و شیشه‌های ساختمانهایی با فاصله یک مایل را شکست. مأموران نجات پس از این انفجار برای کشف و نجات کشته شدگان و زخمی‌ها اقدام کردند.

## تعداد کشته شدگان

رئیس‌جمهور رونالد ریگان و بانوی اول نانسی ریگان در حال ادای احترام به ۱۳ غیرنظامی و ۴ نظامی ایالات متحده پرسنل قربانی حمله به سفارت آمریکا.

مجموعاً ۶۳ نفر در این انفجار کشته شدند: ۳۲ نفر کارمند لبنانی ۱۷ نفر کارمند آمریکایی و ۱۴ نفر از مراجعان و رهگذران. از کشته شدگان آمریکایی، هشت نفر کارمند سیا بودند، از جمله تحلیلگر برجسته خاورمیانه و خاور نزدیک، رابرت ایمز و رئیس ایستگاه کنت هاس (Kenneth Haas). از افراد برجسته دیگر، ویلیام مکینتایر (William R. McIntyre)، معاون نمایندگی ایالات متحده آمریکا برای توسعه بین‌المللی و دو تن از دستیاران او بودند. حدود ۱۲۰ نفر نیز در این انفجار زخمی شدند.

## نتیجه حمله

### پاسخها
رئیس‌جمهور ایالات متحده رونالد ریگان در ۱۸ آوریل این حمله را به عنوان «بمب‌گذاری تبهکارانه تروریستی» و «عملی بزدلانه» محکوم کرد و گفت: «این اقدام جنایتکارانه در یک محل دیپلماتیک ما را از اهدافمان برای صلح در منطقه منصرف نمی‌کند.»
روز بعد سفیر آمریکا در لبنان، رابرت دیلون که در این انفجار مجروح نشده بود گفت: «مهم‌ترین مأموریت ما خروج تمام نیروهای خارجی از لبنان است.» تنها با تأمین کنترل دولت لبنان در سراسر کشور «است که از تراژدیهایی وحشتناکی مانند آنچه ما دیروز تجربه کردیم می‌توان در آینده اجتناب کرد.»
رئیس‌جمهور لبنان امین جمیل در تلگرافی که ۱۸ آوریل به رونالد ریگان ارسال کرد گفت: «مردم لبنان و من عمیقترین تسلیت خود را به خانواده‌های قربانیان آمریکایی ابراز می‌کنیم. [بر پشت کشیدن] صلیب صلح بار [(مسوولیت)] شجاعان است.» همزمان لبنان از آمریکا، فرانسه و ایتالیا خواست که نیروهای حافظ صلح را دوبرابر کنند. در ۱۶ آوریل نیروهای حافظ صلح ۴۸۰۰ نفر شامل ۱۲۰۰ نفر از تفنگداران دریایی ایالات متحده آمریکا ۱۴۰۰ نفر سرباز ایتالیایی، ۲۱۰۰ نفر چترباز فرانسوی و ۱۰۰ سرباز انگلیسی بودند.
ایران داشتن هرگونه نقشی در این حمله را نفی کرد. وزیر امور خارجه علی اکبر ولایتی گفت: «ما هر گونه دخالت را انکار می‌کنیم و باور داریم که این اتهام یک تبلیغ سیاسی دیگر علیه ماست.»

### پاسخ کنگره ایالات متحده
کمیته امور خارجه مجلس نمایندگان آمریکا در ۱۹ آوریل کمک اقتصادی و نظامی ۲۵۱ میلیون دلاری به لبنان را که دولت درخواست کرده بود، تصویب کرد اما اصلاحیه ای به آن اضافه کرد که گسترش نقش نظامی آمریکا در لبنان را منوط به تصویب کنگره می‌کرد.
کمیته روابط خارجی مجلس سنا در ۲۰ آوریل لایحه کمک به لبنان را تصویب کرد اما اصلاحیه ای نیز ضمیمه ساخت که رئیس‌جمهور را برای هرگونه گسترش قابل توجه تعداد نیروها یا تغییر در ماهیت عملیات آنها، یا ایجاد، گسترش یا تمدید نیروهای چندملیتی در لبنان را منوط به دریافت اجازه از کنگره می‌کرد.

## نتایج

### مسئولیت
سازمانی طرفدار ایران که خود را سازمان جهاد اسلامی (با جهاد اسلامی فلسطین اشتباه نشود) می‌نامید در یک تماس تلفنی با دفتر یک خبرگزاری بلافاصله پس از انفجار مسئولیت بمب‌گذاری را برعهده گرفت. تماس گیرنده ناشناس گفت: «این بخشی از مبارزه انقلاب ایران در مبارزه علیه اهداف امپریالیست در سراسر جهان هست. ما به حمله به حضور صلیبیون در لبنان، از جمله نیروهای بین‌المللی، ادامه خواهیم داد.» (این گروه قبلاً مسئولیت حمله با نارنجک که در آن پنج عضو آمریکایی نیروهای حافظ صلح زخمی شده بودند، را برعهده گرفته بود)
قاضی آمریکایی جان بیتس (John Bates) دادگاه منطقه ای در واشینگتن دی سی در ۸ سپتامبر سال ۲۰۰۳ در محکمه ای ۱۲۳ میلیون دلار به قربانیان آمریکایی و اعضای خانواده‌های کشته شدگان آمریکایی اعطا کرد. قاضی رویس لمبرت (Royce Lamberth) در دادگاه منطقه ای واشینگتن در ۳۰ مه سال ۲۰۰۳ قضاوت کرد که که بمب‌گذاری‌های انجام شده توسط گروه‌های شبه نظامی حزب‌الله با تصویب و تأمین مالی سران ایران انجام شده‌است. این قضاوت راه را برای دریافت غرامت قربانیان از ایران باز کرد. ایران در این دادگاه حضور نداشت.

### دیگر اثرات
پس از این حمله، سفارت آمریکا به منطقه ای به ظاهر امن‌تر در شرق بیروت منتقل شد. اما در ۲۰ سپتامبر سال ۱۹۸۴ یک حمله انفجاری دیگر منجر به کشته شدن ۲۲ لبنانی و ۲ سرباز آمریکایی شد.
انفجار آوریل یکی از اولین حملات انتحاری در منطقه بود. در طی هشت ماه پس از آن، حملات مشابه ادامه یافت که شامل انفجار انتحاری خودرو در برابر سفارتخانه‌های آمریکا و فرانسه در کویت، حمله دومی به مقر ارتش اسراییل در صور (ر.ک. احمد قصیر) و حمله بسیار مخرب به آسایشگاه‌های تفنگداران آمریکایی و چتربازان فرانسوی در بیروت در ۲۳ اکتبر سال ۱۹۸۳ می‌شود.

## در همین زمینه
- تاریخچه حزب‌الله
- لیست حملات به سفارتخانه‌ها
- حملات تروریستی به اماکن دیپلماتیک ایالات متحده
- بمب‌گذاری سفارت ایران در بیروت
- انفجار مقر تفنگداران دریایی آمریکا در بیروت ۲۳ اکتبر سال ۱۹۸۳
- سازمان جهاد اسلامی (لبنان)